# Kelly-Ann Baptiste
Kelly-Ann Baptiste (née le 14 octobre 1986 à Scarborough) est une athlète trinidadienne spécialiste du 100 et du 200 m.

## Carrière
Kelly-Ann Baptiste se révèle durant la saison 2003 en prenant la troisième place du 100 mètres des Championnats du monde d'athlétisme jeunesse, compétition mettant aux prises les meilleurs athlètes de moins de dix-sept ans, avant de terminer dès l'année suivante, au pied du podium du 200 mètres des Championnats du monde junior de Grosseto. En 2005, elle s'adjuge dans ses deux disciplines de prédilection ses premiers titres nationaux. Sélectionnée dans l'équipe de Trinité-et-Tobago pour participer aux Championnats du monde 2005 à seulement dix-neuf ans, elle quitte la compétition dès les quarts de finale du 100 m en 11 s 42, loin de sa meilleure performance de 11 s 17 réalisée deux mois auparavant. Elle bat son record personnel dès la saison suivante (11 s 08 à Fayetteville) et décroche un nouveau titre national sur 100 m.
En 2008, Kelly-Ann Baptiste figure parmi les engagées du 100 m des Jeux olympiques d'été de Pékin. Elle est éliminée dès le deuxième tour après avoir pris la sixième place de sa série en 11 s 42. Alignée également dans l'épreuve du relais 4 × 100 m, elle doit quitter prématurément la compétition après une disqualification pour mauvais passage de témoin. 
En 2009, la Trinidadienne établit la meilleure performance de sa carrière sur 200 mètres en signant le temps de 22 s 60 lors du meeting de Belém, puis descend pour la première fois sous la barrière des onze secondes au 100 mètres lors du meeting de Port-of-Spain, où elle réalise le temps de 10 s 94. Deuxième du 100 m du Meeting d'Oslo (11 s 14) derrière la Jamaïcaine Kerron Stewart, elle termine 5e du Golden Gala de Rome en 11 s 06.

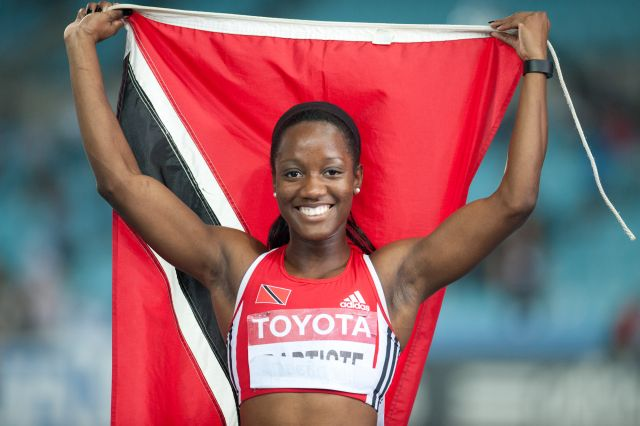
Kelly-Ann Baptiste lors des Championnats du monde 2011

Kelly-Ann Baptiste se distingue en juin 2010 à Clermont, en Floride, en portant son record personnel sur 100 m à 10 s 84 avec un vent favorable de 1,8 m/s. Sélectionnée dans l'équipe des Amériques lors de la première édition de la Coupe continentale d'athlétisme, à Split, elle remporte les épreuves du 100 m (11 s 05, devant sa compatriote Shalonda Solomon) et du relais 4 × 100 m (43 s 07) aux côtés Shalonda Solomon, de la Jamaïcaine Cydonie Mothersill, et de la Bahaméenne Debbie Ferguson-McKenzie.
Elle remporte en 2011 sa première médaille lors d'un championnat inter-continental en se classant troisième du 100 mètres des Mondiaux de Daegu, dans le temps de 10 s 98 (-1,4 m/s), derrière l'Américaine Carmelita Jeter et la Jamaïcaine Veronica Campbell-Brown.
Le 9 juin 2012, à l'occasion du meeting Adidas Grand Prix de New York, 6e étape de la ligue de diamant 2012, elle finit 5e du 100 mètres en 11 s 07, vent -0,1 m/s, derrière Shelly-Ann Fraser-Pryce (10 s 92, SB), Tianna Madison (10 s 97, record personnel), Carmelita Jeter (11 s 05) et Allyson Felix (11 s 07).
En août 2012, aux Jeux olympiques de Londres, elle est l'athlète de course avec le temps de réaction le plus court avec 0,111 seconde lors du départ de la demi-finale du 100 mètres. Elle se classe sixième de la finale olympique en 10 s 94.
Kelly-Ann Baptiste améliore deux de ses records personnels en juin 2013 à l'occasion des championnats de Trinité-et-Tobago. Créditée de 10 s 83 sur 100 m (+1,6 m/s), elle établit le temps de 22 s 36 sur 200 m (+0,3 m/s), s'adjugeant deux nouveaux titres nationaux.
À l'occasion des championnats du monde d'athlétisme 2013 de Moscou, elle est contrôlée positive.

## Palmarès
| Date | Compétition                              | Lieu           | Résultat | Épreuve   | Temps   |
| ---- | ---------------------------------------- | -------------- | -------- | --------- | ------- |
| 2003 | Championnats panaméricains juniors       | Bridgetown     | 3e       | 4 x 100 m | 45 s 15 |
| 2003 | Championnats du monde cadets             | Sherbrooke     | 3e       | 100 m     | 11 s 58 |
| 2008 | Championnats d'Am. cent. et des Caraïbes | Cali           | 1re      | 4 × 100 m | 43 s 43 |
| 2009 | Championnats du monde                    | Berlin         | 7e       | 4 × 100 m | 43 s 43 |
| 2010 | Coupe continentale                       | Split          | 1re      | 100 m     | 11 s 05 |
| 2010 | Coupe continentale                       | Split          | 1re      | 4 × 100 m | 43 s 07 |
| 2011 | Championnats du monde                    | Daegu          | 3e       | 100 m     | 10 s 98 |
| 2011 | Championnats du monde                    | Daegu          | —        | 4 x 100 m | DQ      |
| 2012 | Jeux olympiques                          | Londres        | 6e       | 100 m     | 10 s 94 |
| 2012 | Jeux olympiques                          | Londres        | —        | 4 x 100 m | DQ      |
| 2015 | Jeux panaméricains                       | Toronto        | 5e       | 100 m     | 11 s 05 |
| 2015 | Championnats du monde                    | Pékin          | 6e       | 100 m     | 11 s 01 |
| 2015 | Championnats du monde                    | Pékin          | 3e       | 4 × 100 m | 42 s 03 |
| 2016 | Jeux olympiques                          | Rio de Janeiro | 5e       | 4 × 100 m | 42 s 12 |
| 2017 | Championnats du monde                    | Londres        | 8e       | 100 m     | 11 s 09 |
| 2017 | Championnats du monde                    | Londres        | 6e       | 4 x 100 m | 42 s 62 |
| 2019 | Jeux panaméricains                       | Lima           | 8e       | 100 m     | 11 s 52 |
| 2019 | Jeux panaméricains                       | Lima           | 4e       | 4 x 100 m | 43 s 57 |
| 2019 | Championnats du monde                    | Doha           | 6e       | 4 x 100 m | 42 s 71 |

## Records
| Épreuve | Temps   | Lieu                    | Date                     |
| ------- | ------- | ----------------------- | ------------------------ |
| 60 m    | 7 s 13  | Fayetteville            | 2 mars 2008              |
| 100 m   | 10 s 84 | Clermont Port-d'Espagne | 5 juin 2010 27 juin 2015 |
| 200 m   | 22 s 60 | Belém                   | 24 mai 2009              |